# Balboa (cratera marciana)
Balboa é uma cratera marciana. Tem como característica 23.3 quilômetros de diâmetro. Deve o seu nome a Balboa, uma pequena cidade portuária situada no Canal do Panamá.